# Agricultură colectivizată
Agricultura cooperativizată este o formă de organizare în agricultură în care țăranii nu sunt plătiți de obicei cu bani, ci mai degrabă primesc o cotă parte din recoltă.
Procesul de înființare a fermelor colective poartă numele de colectivizare. Uniunea Sovietică a întreprins prima campanie de colectivizare în masă în perioada 1929–1933. Țăranii colectiviști sovietici (colhoznici) primeau o parte din recoltă după ce se făceau livrările obligatorii către fondul statului. Însă acest gen de organizare sovietică este exemplul tipic pentru colectivizarea forțată și nu trebuie confundată cu colectivizarea voluntară, precum cele care au loc kibuț.

## Uniunea Sovietică
În Uniunea Sovietică, colectivizarea a fost introdusă la sfârșitul deceniului al treilea al secolului al XX-lea cu scopul de a crește producția agricolă prin prelucrarea mecanizată unor întinderi mari de pământ și prin folosirea pe scară largă a îngrășămintelor chimice și a pesticidelor. Fermele țăranilor particulari au fost unite în ferme colective (kolhozuri) și ferme de stat (sovhozuri). Un alt argument în favoarea colectivizării, în afara aceluia al creșterii productivității, era acela că, astfel, tăranii săraci vor fi eliberați de servituțile economice de pe vremea moșierilor și a kulacilor. S-a sperat că scopurile propuse de colectivizare vor fi atinse prin acceptarea voluntară a acestei politici de către țărani, dar în momentul în care noile ferme nu au atras numărul de aderenți sperat de bolșevici, guvernul a dat vina pe culaci și a trecut la executarea forțată a planului.
Datorită faptului că guvernul a stabilit cote pentru fondul de stat aberant de mari, de cele mai multe ori țăranii obțineau mult mai puțin pentru munca lor decât în timpurile de dinaintea colectivizării, mulți dintre ei refuzând să mai lucreze. În foarte multe cazuri, efectele imediate ale colectivizării au fost reducerea recoltelor de cereale și înjumătățirea șeptelului și cel mai grav, apariția foametei în 1932–33. În Ucraina, în perioada secetei din 1932 – 1933, după ce Stalin a forțat agricultorii să intre în colhozuri, au murit mai multe milioane de țărani de foame. (Această foamete este cunoscută în Ucraina sub numele de Holodomor). Abia în 1940 agricultura sovietică a atins nivelurile de dinainte de colectivizare.

## Alte țări comuniste

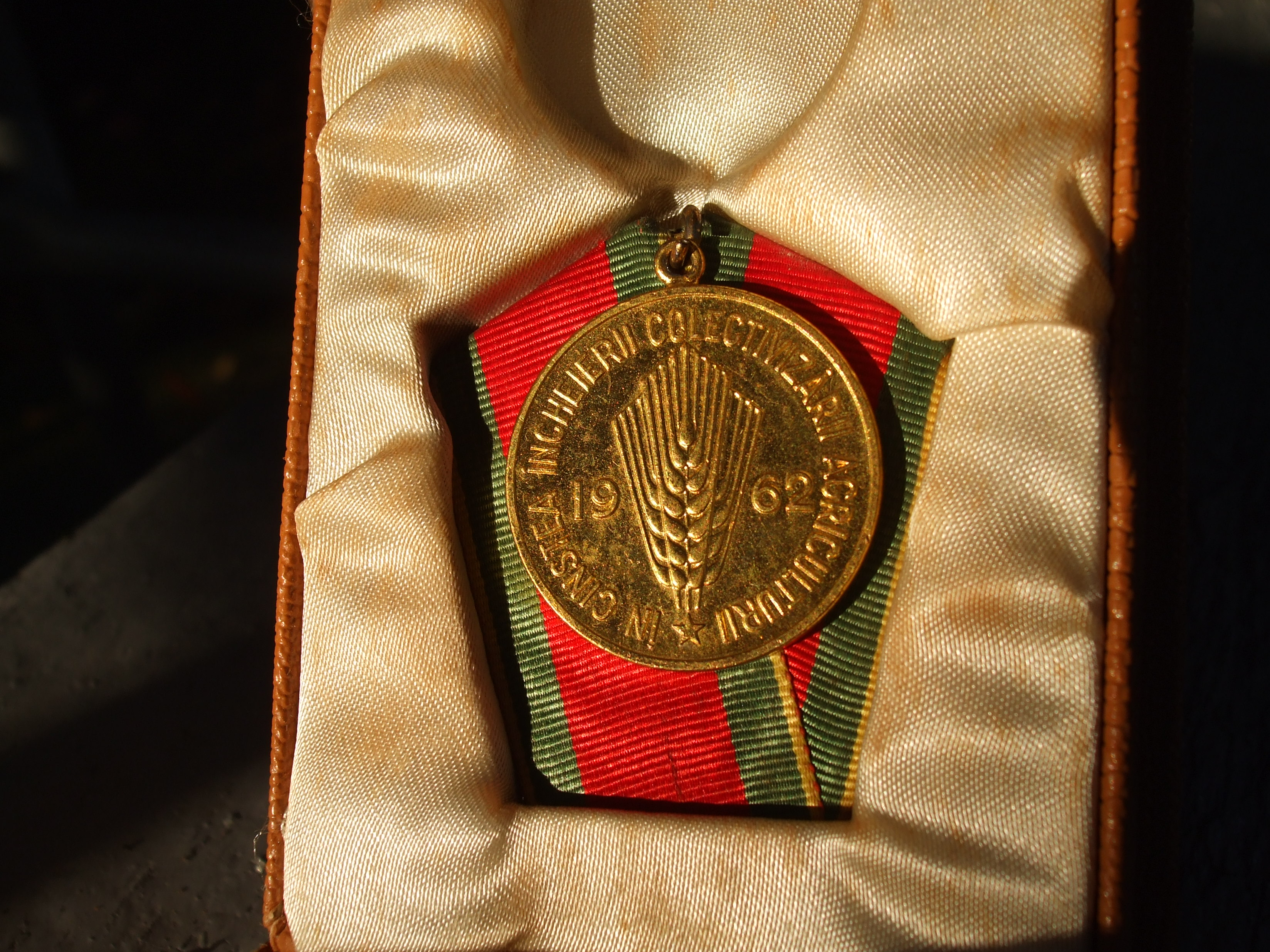
Medalie acordată în România cu ocazia terminării colectivizării în 1962

Cooperativizarea a devenit o formă de organizare în agricultură în aproape toate statele comuniste cu mai mult sau mai puțin succes, de la caz la caz.

### Cehoslovacia(1948-89)
Reforma funciară de după cel de-al doilea război mondial a distribuit cea mai mare parte a terenurilor agricole țăranilor și a creat o pătură largă de țărani relativ prosperi, (deși trebuie spus că mai existau încă sate sărace). Acești țărani nu au acordat nici un fel de sprijin ideilor comuniste. După ce comuniștii au preluat puterea în 1948, s-a început procesul de colectivizare cu ajutorul măsurilor de forță. Cei mai încăpățânați țărani au fost arestați și închiși. Cea mai obișnuită formă de colectivizare a fost aceea a cooperativelor agricole, (în limba cehă Jednotné Zemědělské Družstvo, JZD).
Multe cooperative agricole s-au destrămat și au fost reînființate. Productivitatea în aceste cooperative era scăzută, salariile erau mici și nu se asigura în nici un fel dreptul la pensie, nereușindu-se să se creeze sentimentul proprietății comune, furtișagurile la scară redusă fiind un lucru obișnuit. A apărut criza alimentelor și migrarea masivă a oamenilor tineri de la sate la orașe. Pentru a face față acestor probleme, guvernul a hotărât subvenționarea masivă a agriculturii pentru a aduce standardul de viața al muncitorilor agricoli la cote cât mai apropiate de cel al muncitorilor industriali de la orașe. Agricultura a beneficiat de investiții mari, mașini agricole și fertilizatori, s-au întreprins măsuri pentru dezvoltarea învățământului agricol în zonele rurale, iar tinerii studenți, indiferent de specializare, au fost trimiși cu forța să lucreze în agricultură pentru a ajuta țăranii cooperatori.
Subvențiile și presiunile politice constante au distrus până în cele din urmă puținele ferme particulare rămase. Stilul de viată al țăranilor a atins până în cele din urmă nivelurile întâlnite în orașe, iar satele sărace au dispărut. Cehoslovacia era din nou capabilă să producă suficiente alimente pentru cetățenii ei. Prețul acestui succes a fost o uriașă risipă de resurse, cooperativele agricole nu aveau nici un motiv să crească productivitatea iar solul a fost puternic poluat cu diverse produse chimice (fertilizatori chimici și fungicide). Folosirea intensivă a mașinilor agricole de gabarit mare a dăunat foarte mult stratului productiv de sol. Cooperativele agricole erau vestite pentru forța de muncă excedentară.
La sfârșitul deceniului al nouălea, economia Cehoslovaciei era în recesiune, companiile de stat fiind incapabile să se adapteze la noile tehnologii. Câteva companii agricole, (în care controlul statului era mai puțin strict), au început să se adapteze noilor tehnologii. Pentru a cumpără un computer modern, chiar la prețuri foarte mari, trebuia de multe ori să te adresezi unei companii agricole, care făcea serviciul de revânzare.
După prăbușirea socialismului în Cehoslovacia din 1989, au fost stopate subvențiile de stat pentru agricultură, iar efectele au fost devastatoare. Cea mai mare parte a cooperativelor agricole au avut probleme cu achiziționarea tehnologiilor noi, ne fiind capabile să facă fața competiției externe din lipsă de investiții. O mare parte a lor a dat faliment, alte au mai rezistat în ciuda lipsei de fonduri, a conducătorilor incompetenți, fără utilaje moderne, supraviețuind de pe o zi pe alta. Forța de muncă în agricultură a scăzut de la circa 3% la doar 1%. În ciuda oricăror prognoze, puțini oameni au decis să fie agricultori privați datorită competiției acerbe și lipsei de acces la împrumuturi ieftine.

### Ungaria
În teorie, agricultura de stat și spiritul comunitar avansat pot face ca recoltele în sistemul cooperatist să fie mai ridicate decât în cea din sectorul privat. La sfârșitul deceniului al nouălea al secolului trecut, Ungaria , cu o agricultură cooperativizată pe scară largă, exporta mai multe produse alimentare decât o țară ca Franța, care avea o suprafață arabilă de patru ori mai mare, o situație neplăcută pentru această din urmă țară capitalistă. Mai degrabă, acesta a fost o excepție, nu o regulă.

### Coreea de Nord
În timp ce Ungaria era exemplul succesului agriculturii cooperativizate, Coreea de Nord era exemplificare eșecului total al acetei politici. La sfârșitul secolului trecut, sistemul cooperatist a falimentat datorită presiunilor economice și în condițiile unei secete prelungite. Estimări neoficiale sunt de milioane de morți de foame, deși guvernul nu a permis nici unui străin să facă observații asupra extinderii foametei. În ciuda lipsei cronice de alimente, guvernul a direcționat fluxul ajutoarelor internaționale către aprovizionarea forțelor sale armate.

## Israel
Agricultura cooperativizată, (în forma absolut voluntară), a fost introdusă în kibuțuri, o combinație absolul originală între sionism și socialism.